# سکس و مرگ ۱۰۱
سکس و مرگ ۱۰۱ (به انگلیسی: Sex and Death 101) فیلمی محصول سال ۲۰۰۶ و به کارگردانی دانیال واترز است. در این فیلم بازیگرانی همچون سایمون بیکر، وینونا رایدر، لسلی بیب، تنک ساید، پتن اسوالت، رتا، سوفی مانک، میندی کوهن، جولی بوون، دش میهوک، نیل فلین، رابرت ویزدم، فرانسیس فیشر، مارشال بل، ناتاشا مالته، پولیانا مکینتاش، راب بندیکت، جسیکا کیپر، وینتر آوه زولی، سیندی پیکت، نیکول بیلدربک، کرام مالیکی-سانچز، آماندا والش، زکری گوردون و ایندیرا وارما ایفای نقش کرده‌اند.